# Hyperbaena columbica
Hyperbaena columbica är en tvåhjärtbladig växtart som först beskrevs av August Wilhelm Eichler, och fick sitt nu gällande namn av John Miers. Hyperbaena columbica ingår i släktet Hyperbaena och familjen Menispermaceae. Utöver nominatformen finns också underarten H. c. excisa.